# Middelburg
Middelburg és una ciutat d'uns 38.000 habitants dels Països Baixos, capital de la província de Zelanda. Està situada a l'est de l'antiga illa de Walcheren (actualment península) al sud-oest del país. Limita al nord-oest amb Veere, al nord-est amb Noord-Beveland, a l'est amb Goes, al sud amb Vlissingen i al sud-est amb Borsele.
El terme municipal inclou a més els nuclis d'Arnemuiden, Kleverskerke, Nieuw- en Sint Joosland i Sint Laurens. En total té una població de 47.669 habitants (2013), repartits per una superfície de 53,04 km2 (4,40 corresponents a aigua).

## Història
La ciutat de Middelburg fou fundada cap a finals del segle viii o començaments del ix. En el seu primer esment apareix com un de tres punts defensius aixecats a l'illa de Walcheren per protegir-se de les ràtzies dels vikings. El 844 s'hi construí una abadia, que fou utilitzada fins a la Guerra dels Vuitanta Anys, en què el nord dels Països Baixos aconseguiren la independència d'Espanya. Avui en dia, l'abadia alhora serveix de museu i de seu del govern provincial.
Durant l'edat mitjana la ciutat fou un important centre comercial, enviant béns provinents de Flandes cap a Anglaterra i viceversa. Middelburg rebé el títol de ciutat el 1217.

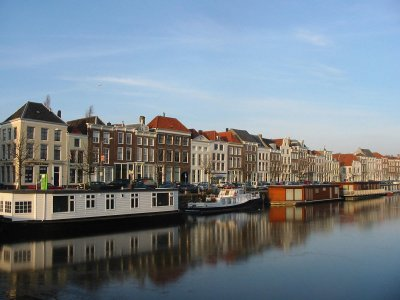
Canal del centre de Middelburg.

Durant el Segle d'Or neerlandès, Middelburg fou una notable base de la Companyia Neerlandesa de les Índies Orientals. Certes cases del centre són la mateixa mena de fastuoses mansions de rics comerciants que hom troba a ciutats com Amsterdam. A través dels canals hi ha també molts magatzems que foren construïts durant el segle xvii.
Malgrat que part de les infraestructures defensives foren enderrocades per permetre la construcció d'un canal que travessa Walcheren des de Vlissingen fins a Veere, la ciutat encara conserva els fossars així com una de les portes d'entrada, la de Koepoort.
Durant la Segona Guerra Mundial, bona part de l'antic centre de la ciutat fou destruït, primer arran d'un bombardeig de la Luftwaffe el 17 de maig de 1940 amb l'objectiu de forçar la rendició de l'exèrcit neerlandès a Zelanda; després per bombardejos aliats durant 1944. Després de la guerra, hom provà de reconstruir la ciutat d'igual façó a l'original. Els arxius municipals foren, tanmateix, perduts.
Des de 2004 la ciutat compta amb un petit centre universitari, la Roosevelt Academy, fundada en col·laboració amb la Universitat d'Utrecht.
Middelburg té una estació de tren amb connexions amb Vlissingen i Roosendaal.

## Ajuntament
El consistori consta de 29 membres, compost per:
- Partit del Treball (PvdA): 4 regidors
- Crida Demòcrata Cristiana (CDA): 4 regidors
- Partit Popular per la Llibertat i la Democràcia (VVD): 3 regidors
- Partit Polític Reformat (SGP): 3 regidors
- Lokale Partij Middelburg: 3 regidors
- Partit Socialista (SP): 3 regidors
- ChristenUnie (CU): 3 regidors
- Demòcrates 66 (D66): 3 regidors
- GroenLinks: 2 regidors

## Agermanaments
- Vilvoorde
- Nagasaki
- Glogow
- Simeria
- Teius
- Folkestone

## Nascut a Middelburg
- Jacobus Clemens non Papa (1510 (probablement)), compositor
- Abraham Bosschaert, pintor